# Neanthes ruficeps
Neanthes ruficeps är en ringmaskart som först beskrevs av Ehlers 1905.  Neanthes ruficeps ingår i släktet Neanthes och familjen Nereididae.
Artens utbredningsområde är havet kring Nya Zeeland. Inga underarter finns listade i Catalogue of Life.